# Chrysomela saliceti
Rynnica wierzbowa (Chrysomela saliceti) – gatunek chrząszcza z rodziny stonkowatych i podrodziny Chrysomelinae.

## Morfologia
Chrząszcz o ciele długości od 6 do 10 mm, z wyjątkiem pokryw ubarwionym czarnozielono lub granatowo z metalicznym połyskiem. Czułki mają trzeci człon półtora raza dłuższy od czwartego. Przedplecze jest szerokie, choć u nasady wyraźnie węższe od pokryw, ponad dwukrotnie szersze niż długie, wyraźnie szersze niż u rynnicy osikowej. Boczne brzegi przedplecza są wałeczkowato zgrubiałe i od pozostałej jego wierzchniej strony odgraniczone bruzdą, która zanika w pewnej odległości do przedniej krawędzi przedplecza. Przed kątami tylnymi boczne brzegi przedplecza nie są wykrojone. Barwa pokryw jest całkowicie czerwona (bez czarnej plamki u wierzchołka jak u r. topolowej), a u bardzo rzadkich form melanistycznych całkowicie czarna, ale zawsze niemetaliczna. Brzegi boczne pokryw również są wałeczkowato pogrubione, a u wierzchołków, w kątach przyszwowych opatrzone wgłębieniem. Boczne krawędzie pokryw są z tyłu nieorzęsione, a ich epipleury są z tyłu silnie zwężone. Punktowanie powierzchni pokryw tworzy regularne, podwójne rządki wzdłuż ich bocznych brzegów. Odnóża mają stopy o ostatnich członach pozbawionych ząbków. Samca charakteryzuje prącie o części wierzchołkowej po obu stronach rozszerzonej w tępy ząb, a płytce grzbietowej zaopatrzonej w przedniej części w dołeczek, od którego ciągnie się do tyłu wąska szpara.

## Ekologia i występowanie
Roślinami żywicielskimi larw i owadów dorosłych są wierzby, a rzadziej topole. Żerują na liściach (foliofagi). Preferują siedliska nadwodne oraz wilgotne skraje lasów. Bywają notowane jako szkodniki upraw wierzb i młodników topolowych.
Gatunek  palearktyczny. W Europie stwierdzony został m.in. we Francji, Holandii, Niemczech, Szwajcarii, Liechtensteinie, Austrii, Włoszech, Danii, Szwecji, Finlandii, Łotwie, Polsce, Węgrzech, Bośni i Hercegowinie, Serbii, Grecji i Rosji. Północna granica jego zasięgu na tym kontynencie przebiega przez Danię, południową Szwecję, Finlandię i Karelię. Dalej na wschód sięga Syberii i Mongolii.